# Edson Elias
Edson Lopes Elias dit Edson Elias, né le 11 février 1947 à Rio de Janeiro et mort le 16 mai 2008 à Paris 14e, est un pianiste classique brésilien.

## Biographie
Il a étudié à l'école de musique de Rio, puis à Vienne chez Dieter Weber, Alexander Jenner et Bruno Seidlhofer.
Il est lauréat de 13 prix internationaux, dont le Prix Beethoven (Autriche) en 1977, le Prix Tokyo (Japon) en 1978, le Prix Epinal (France) en 1979 et le Prix José Iturbi (Espagne) en 1981.
Edson Elias se produit partout à travers le monde: en tournées avec l’Orchestre de la Radio Autrichienne, il est soliste du New Japan Philarmony et du Philharmonique de Lorraine en particulier.
Il a été membre de plusieurs jurys internationaux, professeur de la classe de virtuosité au Conservatoire de Genève, professeur à l’École Normale de Musique de Paris, il a donné également des master classes dans de nombreux pays.
En dehors de l’Intégrale des Sonates pour piano de Mozart, il a enregistré des récitals Beethoven et Liszt.